# Petar Metličić
Petar Metličić (* 25. Dezember 1976 in Split, SR Kroatien, SFR Jugoslawien) ist ein ehemaliger kroatischer Handballspieler. Er spielte im rechten Rückraum und war einer der wichtigsten Abwehrspieler in der kroatischen Nationalmannschaft. Im Jahr 2003 wurde er zu Kroatiens Handballer des Jahres gewählt.

## Vereinskarriere
Metličić begann in seiner Heimatstadt bei Brodomerkur Split mit dem Handballspiel. 1998 wechselte er zusammen mit mehreren Vereinskollegen wie Dragan und Goran Jerković zum RK Metković Jambo. Dort gewann er 2000 den EHF-Pokal. 2003 wechselte er nach Spanien zu Ademar León, wo er den Europapokal der Pokalsieger 2005 gewann. Nach seinem Wechsel zu BM Ciudad Real gewann er 2006, 2008 und 2009 die EHF Champions League. 2010 wechselte Metličić nach RK Celje. Im Sommer 2012 schloss er sich Montpellier AHB an. Ein Jahr später beendete er seine Karriere.

### Erfolge
- Sieger EHF-Pokal 2000
- Sieger Europapokal der Pokalsieger 2005
- Sieger Copa ASOBAL 2006, 2007 und 2008
- Sieger EHF Champions League 2006, 2008 und 2009
- Sieger Vereins-EM 2006, 2007
- Sieger spanische Meisterschaft 2007, 2008, 2009 und 2010
- Sieger spanischer Pokal 2008
- französischer Pokalsieger 2013

## Nationalmannschaftskarriere
In Kroatien war er einer der wichtigsten Spieler. Aufgrund der Tatsache, dass er sowohl im Angriff als auch in der Abwehr einsetzbar war, gehörte er zu den im Prinzip nicht bzw. kaum ersetzbaren Spielern der kroatischen Nationalmannschaft. Bis zur Weltmeisterschaft 2005 in Tunesien war er der einzige Spieler der für Kroatien diese Position einnehmen konnte, da er neben Mirza Džomba, der auf Rechtsaußen spielt, der einzige Linkshänder war. Seit diesem Turnier kann er durch Denis Buntić ersetzt werden. Bei den letzten fünf Turnieren kam er mit Kroatien immer mindestens ins Halbfinale. 2003 in Portugal (WM) und 2004 in Athen (Olympia) holte er mit der Mannschaft sogar die Goldmedaille.
- WM in Portugal     Platz 1
- EM in Slowenien    Platz 4
- Olympia in Athen   Platz 1
- WM in Tunesien     Platz 2
- EM in der Schweiz  Platz 4
- EM in Norwegen     Platz 2
- WM in Kroatien     Platz 2

Nach dem Rücktritt von Slavko Goluža war Petar Metličić der Kapitän der kroatischen Nationalmannschaft.